# Musikjahr 1700
Liste der Musikjahre

◄◄ | ◄ | 1696 | 1697 | 1698 | 1699 | Musikjahr 1700 | 1701 | 1702 | 1703 | 1704 | ► | ►►

Weitere Ereignisse
Dieser Artikel behandelt das Musikjahr 1700.

## Ereignisse
- 00. Juli: Gemeinsam mit William Croft wird Jeremiah Clarke als Gentleman-extraordinary der Chapel Royal in London vereidigt, um nach dem Tod des bisherigen Amtsinhabers Francis Pigott dessen Organistenstelle zu übernehmen.
- 00. Oktober: Carlo Agostino Badia heiratet die Sopranistin Anna Maria Lisi, die ebenfalls am Wiener Hof angestellt ist.
- Nach dem unerwarteten Verlust ihrer Freitische auf dem Lyzeum in Ohrdruf entschließen sich der 14-jährige Johann Sebastian Bach und sein Klassenkamerad Erdmann, ihre Schulausbildung in der Partikularschule des Lüneburger Michaelisklosters fortzusetzen. Erstmals werden Bach und Erdmann am 3. April bei der Verbuchung der Mettengeldzahlungen aufgeführt. Beide müssen kein Schulgeld zahlen, sind dafür aber verpflichtet, als Mettenchorsänger ihren Dienst zu tun. Im Gegensatz zu allen seinen Geschwistern und seinen Vorfahren, die die höhere Schulausbildung zugunsten einer Musikerlehre aufgegeben haben, entscheidet sich Bach für eine höhere Schulbildung, die zum Universitätsstudium qualifiziert.
- Antonio Caldara wird zum Maestro di cappella da chiesa e del teatro (Kapellmeister der Kirche und des Theaters) in Mantua am Hof von Ferdinando Carlo von Gonzaga-Nevers, dem letzten Herzog von Mantua und Montferrat sowie Fürst von Arches, ernannt. Er wird diese Position bis 1707 bekleiden.
- Arcangelo Corelli wird zum dritten Mal in Anerkennung seiner musikalischen Verdienste zum Guardiano (dt.: „Wächter“ bzw. „Vorsteher“) der instrumentalen Abteilung der Musikergilde Congregazione di Santa Cecilia (später: Accademia Nazionale di Santa Cecilia) gewählt, ein Amt, das nur den hervorragendsten Musikern Roms angetragen wird. Corelli hatte diese Auszeichnung erstmals 1681 erhalten und war bereits 1684 wiedergewählt worden.
- William Croft erhält eine Anstellung an der St. Anne’s Church in Soho in London.
- John Eccles wird von König Wilhelm III. zum Master of the Queen’s Music ernannt. Damit hat Eccles – bis zu seinem Tod 1735 – die höchste am englischen Hof zu vergebende Stelle für Musiker inne.
- Giuseppe Torelli führt um 1700 das Musizieren eines Geigensolisten mit dem Orchester ein, damals eine bahnbrechende Neuerung.
- Ein Inventar der Musikinstrumente von Prinz Ferdinando de Medici erwähnt zum ersten Mal ein Hammerklavier. Das vom Cembalobauer Bartolomeo Cristofori erfundene und gebaute Musikinstrument wird im Inventar als arpicembalo che fà il piano e il forte bezeichnet – also ein „Cembalo, das leise und laut spielen kann“. Das genaue Baujahr dieses Instrumentes ist nicht bekannt (es wird oft 1698 vermutet).

### Uraufführungen

#### Bühnenwerke

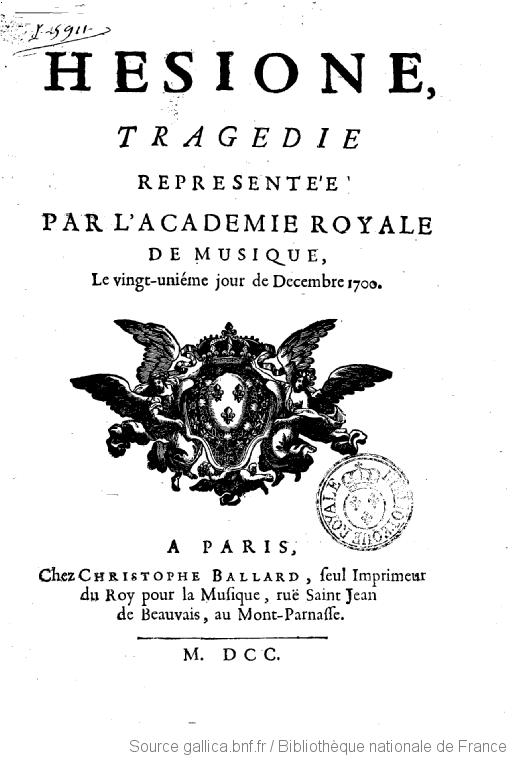
Hésione, tragische Oper von André Campra auf das Libretto von Antoine Danchet; erste Seite des Librettos

##### Oper
- 06. Juni: Die Uraufführung der Oper Atys o L’inganno vinto dalla Costanza von Attilio Ariosti findet in der Lietzenburg in Berlin statt. Das Libretto stammt von Ortensio Mauro.
- 21. Dezember: Die Tragédie lyrique Hèsione von André Campra zu einem Text von Antoine Danchet kommt erstmals auf die Bühne.
- In Wien feiern vier Opern von Carlo Agostino Badia ihre Uraufführung:
  - Cupido fuggitivo da Venere e ritrovato a’ piedi della Sacra Reale Maestà d'Amalia
  - Le gare dei beni
  - Diana rappacificata con Venere e con Amore
  - La costanza d’Ulisse
- Alessandro Scarlatti Oper L’Eraclea auf das Libretto von Silvio Stampiglia wird in Neapel erstmals aufgeführt.

##### Ballettmusik
- Attilio Ariostis Ballettmusik La Festa del Hymeneo auf das Libretto von Ortensio Mauro wird in Berlin uraufgeführt.

### Instrumentalmusik

#### Orchestermusik
- Tomaso Giovanni Albinoni – Sinfonie e concerti a cinque op. 2 (Venedig)
- Jeremiah Clarke – Prince of Denmark’s March (um 1700)
- Johann Sigismund Kusser veröffentlicht drei Suitensammlungen:
  - Apollon Enjoüé
  - Festin des Muses
  - La cicala della cetra d’eunomio

#### Kammermusik
- William Corbett – Twelve Sonatas a tre for 2 violins and b.c, op. 1
- Arcangelo Corelli – 12 Sonaten für Violine und Continuo (Sonate a violino e violone o cimbalo), op. 5 (Rom)

### Tastenmusik

#### Cembalo
- John Blow, Jeremiah Clarke, Francis Piggott, John Barrett und William Croft – Choice Collection of Ayres for the Harpsichord or Spinnet
- Johann Kuhnau: Musicalische Vorstellung einiger biblischer Historien (7 Sonaten, Leipzig)

#### Orgel
- Jacques Boyvin – Second Livre d'orgue contenant les huit tons à l’usage ordinaire de l’église (1689 und 1700)

### Vokalmusik

#### Geistlich
- Heinrich Ignaz Franz Biber
  - Missa Bruxellensis in C-Dur (C. App. 100) für Doppelchor (SATB), 4 Trompeten, Pauken, 2 „cornetti“, also Zinke, 3 Posaunen, 2 Violinen, 3 Violen und Basso continuo (um 1700)
  - Huc Poenitentes (Offertorium) in c-Moll (C. 46) für Chor und Solisten (SSATB), 2 Violinen, 2 Violen, 3 Posaunen ad libitum, 3 Orgeln, Fagott und Violone (um 1700)
- John Blow – Ode for New Year’s Day

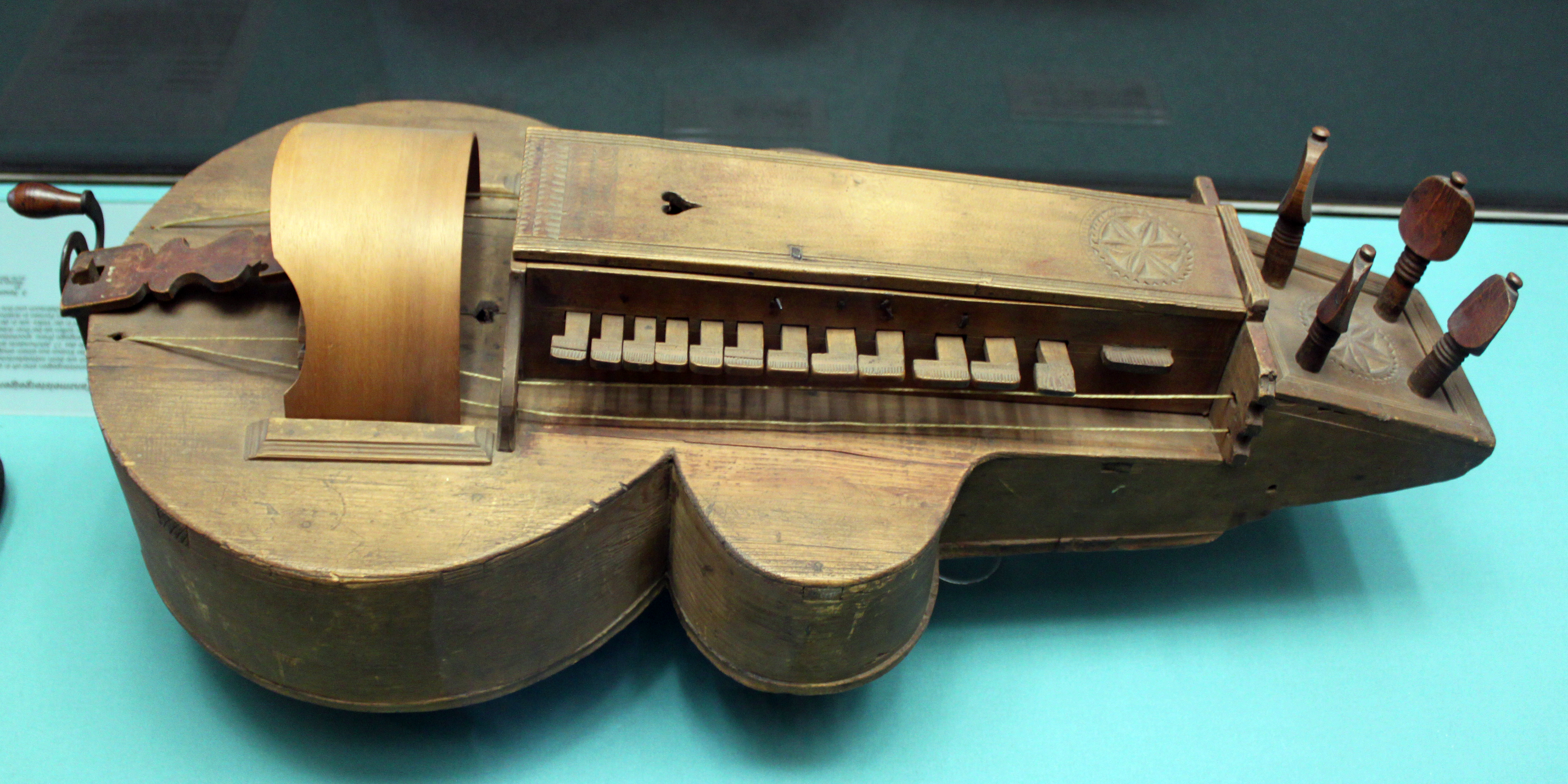
Drehleier aus dem Jahr 1700; Germanisches Nationalmuseum Nürnberg

### Anderes
- Johann Kuhnau – Der musicalische Quack-Salber (Dresden)

### Instrumentenbau
- Antonio Stradivari produziert die Violinen Cristiani, Taft ex Emil Heermann und Ward, das Violoncello Cristiani, Stauffer und die Gitarre Rawlins.

## Geboren

### Geburtsdatum gesichert
- 14. Januar: Christian Friedrich Henrici, wichtigster Textdichter Johann Sebastian Bachs († 1764)
- 16. Januar: Antonio Galli da Bibiena, italienischer Maler, Bühnenmaler und Architekt († 1774)
- 06. Februar: Elias Pratzer, altösterreichischer Orgelbauer († 1784)
- 13. März: Michel Blavet, französischer Flötist und Komponist († 1768)
- 06. Juli: Joseph Gabler, deutscher Orgelbaumeister († 1771)
- 04. Oktober: Sebastian Bodinus, deutscher Komponist und Kapellmeister († 1759)
- 24. Oktober: Johann Georg Hoffmann, deutscher Organist und Komponist († 1780)
- 15. November: Georg Friedrich Schmahl, deutscher Orgelbauer († 1773)
- 24. November: Johann Bernhard Bach der Jüngere, deutscher Komponist und Organist († 1743)
- 12. Dezember: Ignaz Jakob Florian Casparides, österreichischer Orgelbauer († um 1773)
- 13. Dezember: Giovanni Carestini, italienischer Opernsänger und Kastrat († 1760)
- 27. Dezember: Johann Dietrich Busch, deutscher Orgelbauer († 1753)

### Geboren vor 1700
- Johann Caspar Humpel, deutscher Orgelbauer († 1728)
- Johann Jacob Köpler, deutscher Orgelbauer († nach 1755)

### Geboren um 1700
- Johann Ignaz Beyer, österreichischer Komponist, Organist und Kapellmeister († 1758)
- Johann Cronthaler, österreichischer Orgelbauer († 1773)
- Ferdinando Galimberti, italienischer Komponist, Geiger und Musikpädagoge († um 1751)
- Johannes Schmid von Grüneck, Schweizer Glockengiesser in Chur († nach 1765)
- Jean-Baptiste Masse, französischer Komponist und Cellist († um 1757)
- Johann Christoph Pfennig, deutscher Organist und Orgelbauer († nach 1761)
- Josep Picanyol, katalanischer Kapellmeister und Komponist († um 1757)
- Joseph Nicolaus Torner, deutscher Organist und Komponist († 1762)

## Gestorben

### Todesdatum gesichert
- 16. Januar: Antonio Draghi, italienischer Komponist, Librettist und Sänger in Wien (* 1634)
- 07. Februar: Filippo Acciaiuoli, italienischer Theaterschriftsteller, Librettist, Dichter, Theaterdirektor, Komponist, Librettist, Theateringenieur und Erfinder szenischer Effekte (* 1637)
- 29. März: Giovanni Lorenzo Lulier, italienischer Violonist, Cellist, Posaunist und Komponist (* um 1662)
- 16. Mai: Peter Herold, deutscher Orgelbauer (* unbekannt)
- 19. Juli: Hieronymus Kradenthaller, deutscher Organist und Komponist (* 1637)

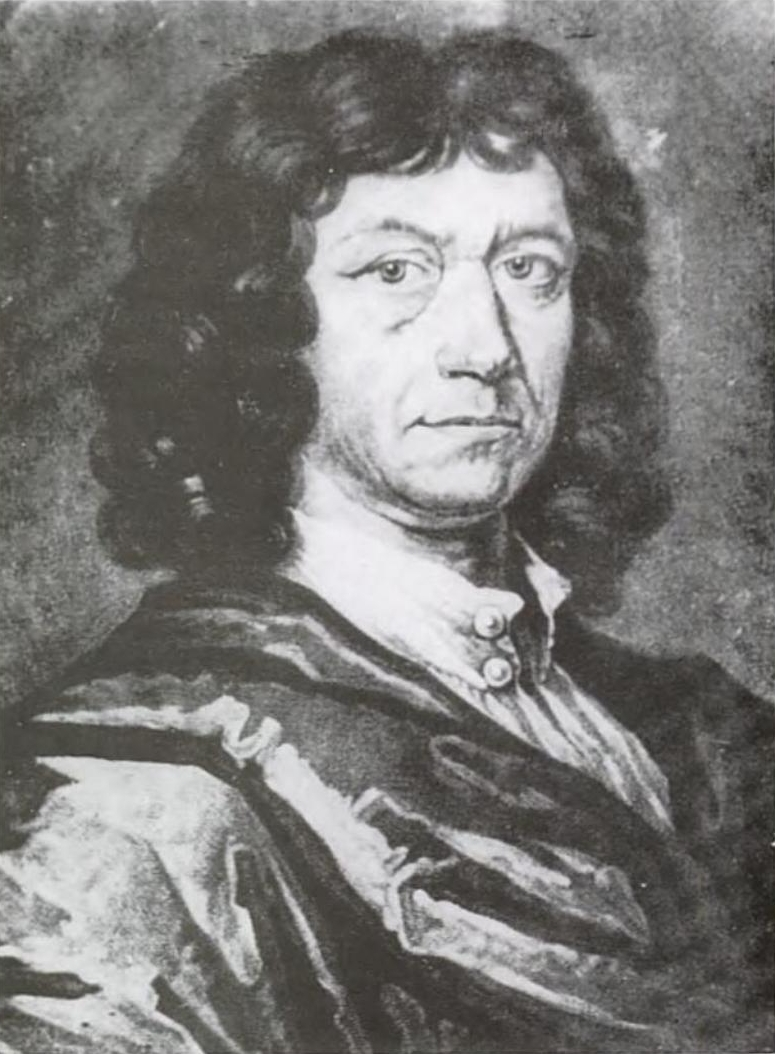
Johann Beer; † 6. August

- 06. August: Johann Beer, österreichischer Schriftsteller und Komponist (* 1655)
- 23. September: Nicolaus Adam Strungk, deutscher Komponist (* 1640)
- 31. Dezember: Pietro Sanmartini, italienischer Komponist und Organist (* 1636)

### Genaues Todesdatum unbekannt
- August Kühnel, deutscher Komponist und Gambist (* 1645)
- Monsieur de Sainte-Colombe, französischer Gambist und Komponist (* um 1640)
- Andreas Tamitius, deutscher Orgelbauer (* 1633)

### Gestorben um 1700
- Girolamo Desideri, italienischer Philosoph, promovierter Jurist, Mathematiker und Musiktheoretiker (* 1635)
- August Kühnel, deutscher Komponist und Gambist (* 1645)